# Carlos Alberto de Pinho Moreira de Azevedo
Carlos Alberto de Pinho Moreira Azevedo GCIH (n. Milheirós de Poiares, Santa Maria da Feira, 4 de Setembro de 1953) é o actual bispo titular de Belalos e, desde 2011, Delegado do Conselho Pontifício para a Cultura, sendo o 2.º oficial deste Dicastério da Cúria Romana. Entre 2005 e 2011, exerceu as funções de Bispo-auxiliar do Patriarca de Lisboa.
Foi ordenado sacerdote a 10 de Julho de 1977, por D. António Ferreira Gomes, à altura, Bispo do Porto.
A sua ordenação episcopal teve lugar a 2 de Abril de 2005, na Igreja da Trindade, na cidade e Diocese do Porto, tendo como ordenante principal D. José da Cruz Policarpo, Cardeal-Patriarca de Lisboa, auxiliado por D. Armindo Lopes Coelho e por D. João Miranda Teixeira, respectivamente, Bispo e Bispo-auxiliar do Porto, numa cerimónia presenciada pelos demais Bispos-auxiliares e Prelados da Igreja Portuguesa.
Foi ainda membro da Conferência Episcopal Portuguesa (CEP), cujos cargos de Secretário, Presidente da Comissão Episcopal da Pastoral Social e membro da Comissão Episcopal da Cultura, Bens Culturais e Comunicações Sociais ocupou.
Fez parte da Comissão, e seu coordenador máximo, que organizou a Viagem Apostólica a Portugal de Bento XVI, que decorreu de 11 a 14 de Maio de 2010. A 11 de Maio de 2010, foi agraciado com a Grã-Cruz da Ordem do Infante D. Henrique.
A 11 de Novembro de 2011, a Nunciatura Apostólica em Portugal anuncia que D. Carlos Azevedo fora nomeado pelo Papa Bento XVI Delegado do Conselho Pontifício para a Cultura (CPC), organismo que procura assegurar as melhores relações da Igreja e da Santa Sé com a cultura do nosso tempo e nas suas mais diversas expressões e matizes.
O seu irmão Manuel Joaquim de Pinho Moreira Azevedo, professor da Universidade Católica / Porto, foi feito Grande-Oficial da Ordem da Instrução Pública a 8 de Junho de 2009.